# Auferstehungskirche (Landshut)
Die evangelisch-lutherische Auferstehungskirche ist ein modernes Kirchengebäude in Landshut. Der Sichtziegelbau wurde 1965 in der Wolfgangsiedlung (benannt nach der römisch-katholischen Pfarrkirche St. Wolfgang) im Norden der Stadt errichtet. Der Neubau war nötig geworden, da sich nach dem Zweiten Weltkrieg auch zahlreiche evangelische Heimatvertriebene im Norden Landshuts niederließen.

## Geschichte
Durch das Religionsedikt von 1803 ließen sich zunehmend Protestanten in Landshut nieder. Nachdem ab 1836 evangelische Gottesdienste in einer Seitenkapelle der Dominikanerkirche abgehalten wurden, wurde 1897 die Christuskirche fertiggestellt. Nach dem Zweiten Weltkrieg entstand der Wunsch nach einer eigenen Kirche in der Wolfgangsiedlung, als durch deutsche Heimatvertriebene die evangelische Gemeinde stark angewachsen war. Ab 1963 gingen die ersten Bauspenden ein. Die Grundsteinlegung für die Kirche erfolgte am 9. Mai 1965, die Einweihung bereits am 12. Dezember desselben Jahres. 1968 wurde die Orgel eingebaut.

## Architektur
Der moderne Zentralbau auf quadratischem Grundriss liegt an der Ecke Fliederstraße/Buchenstraße nordwestlich des Hauptbahnhofs. Die fensterlosen, unverputzten Mauern werden von einem Zeltdach bedeckt, das zweizonig gestaltet ist und in der Mitte von einer Fensterreihe mit acht Viereckfenstern je Seite unterbrochen wird. Der Spitze sind ein Turmknauf und eine Bronzeplastik mit vier Engeln aufgesetzt, die in jede Himmelsrichtung Posaune blasen.
Der solitäre Turm steht im Süden der Kirche. Der niedrige, kubusförmige Turmschaft ist wie die Kirche aus Ziegeln aufgemauert und erreicht die Traufhöhe des Zentralbaus. Der hohe, schlanke, oktogonale Spitzhelm wird von einem Turmknauf, einer vergoldeten Krone und einem schlichten Kreuz bekrönt.

## Ausstattung
Der Innenraum wird durch die kreisförmige, weiße Empore beherrscht, die von schlanken Säulen sowie weiter innen von vier Pfosten getragen wird, die weit über die Empore hinausragen. Entsprechend protestantischer Tradition sind die Prinzipalstücke Altar, Kanzel und Orgel über- und hintereinander angeordnet. Der Retabelkanzelaltar ist modern ausgeführt. Der Altartisch aus schwarzem Marmor steht zentral im Raum. Die holzsichtige Kanzel ist über eine zweiläufige Treppe zugänglich. Zwischen Kanzel und Orgel ist eine hohe Altarwand aus Holz an der Emporenbrüstung befestigt. An den Innenwänden über der Empore ist ein umlaufendes Bilderband angebracht, dessen polychrome Bilder biblische Darstellungen zeigen. Das hölzerne Kirchengestühl ist in Blöcken auf das liturgische Zentrum ausgerichtet.

## Orgel
Die Orgel wurde 1968 von dem ortsansässigen Orgelbauer Ekkehard Simon geschaffen. Das Schleifladeninstrument mit mechanischen Spiel- und elektrischen Registertrakturen umfasst 19 klingende Register auf zwei Manualen und Pedal. Im Jahr 2019 wurde die Orgel umfassend saniert. Die Disposition lautet wie folgt:
| I Hauptwerk C–g3 |           |       |
| 1.               | Rohrflöte | 8′    |
| 2.               | Prinzipal | 4′    |
| 3.               | Nasard    | 2 ⁄3′ |
| 4.               | Schwegel  | 2′    |
| 5.               | Mixtur IV | 1 ⁄3′ |

| II Schwellpositiv C–g3 |             |        |
| 6.                     | Gedeckt     | 8′     |
| 7.                     | Koppelflöte | 4′     |
| 8.                     | Prinzipal   | 2′     |
| 9.                     | Terz        | 1 3⁄5′ |
| 10.                    | Quint       | 1 ⁄3′  |
| 11.                    | Zimbel III  | 1⁄2′   |
| 12.                    | Krummhorn   | 8′     |
|                        | Tremulant   |        |

| Pedal C–f1 |                 |            |
| 13.        | Subbaß          | 16′        |
| 14.        | Oktavbass       | 8′         |
| 15.        | Gedecktbaß      | 8′         |
| 16.        | Pommer          | 4′         |
| 17.        | Weitoktave      | 2′         |
| 18.        | Rauschquinte II | 1 ⁄3′ + 1′ |
| 19.        | Rankett         | 16′        |

- Koppeln: II/I, I/P, II/P
- Spielhilfen: Tutti, Zungen ab